# Parasipyloidea zehntneri
Parasipyloidea zehntneri är en insektsart som beskrevs av Ludwig Redtenbacher 1908. Parasipyloidea zehntneri ingår i släktet Parasipyloidea och familjen Diapheromeridae. Inga underarter finns listade i Catalogue of Life.